# Dean Barker
Dean Barker (Takapuna, Nueva Zelanda, 13 de abril de 1972) es un regatista neozelandés. 
Estudió en el "Westlake Boys High School" y es especialmente conocido por sus participaciones en la Copa América.
Desde el año 2004 está casado con la exjugadora de hockey Mandy Smith, con quien tiene tres hijas: Mia, Olivia e Isla y un hijo: Matteo. Su padre es el conocido empresario neozelandés Ray Barker.
Además de su faceta deportiva, Dean Barker también mantiene importantes inversiones en empresas relacionadas con el mundo de la náutica como Nexus Marine y Kiwi Yachting Consultants. 

## Primeros años
Como suele ser habitual en su país de origen, donde el deporte de la vela es uno de los más populares, Dean Barker comenzó a navegar a una edad muy temprana en la clase Optimist y la P-Class, un tipo de barco muy popular en Nueva Zelanda para iniciar a los más pequeños en el mundo de la vela. En esta misma clase coincidió en la flota de su primer club náutico, el Murrays Bay Sailing Club, con Ray Davies. Más tarde perfeccionó su técnica con barcos de la clase 470 y Laser. Fue campeón de Nueva Zelanda de la clase Laser en 1991 y de Asia y el Pacífico en 1993. También fue campeón de Nueva Zelanada de match racing en 1993, 1994 y 1995.

## Experiencia olímpica
No pudo clasificarse entre los mejores de su país para competir en Atlanta 96 en la clase Finn, pero lo consiguió en Juegos Olímpicos de Atenas 2004 compitiendo en la clase Finn, donde finalizó en la 13.ª posición.

## Copa América
Ha participado en seis ediciones de la Copa América.

### 1995
El primer contacto de Dean Barker con la Copa América se produjo en 1995, cuando Russell Coutts le invitó para tomar parte en los entrenamientos del Team New Zealand en San Diego (California). Aunque en aquella ocasión no formó parte del equipo que consiguió alzarse con la victoria, su labor le valió para hacerse un hueco como miembro permanente de cara a la siguiente edición de la Copa América, que se iba a celebrar en Auckland.

### 2000
Dado que el Team New Zeland actuaba como defensor y, por lo tanto, no podía tomar parte en las regatas previas, se desarrolló un intenso programa de entrenamientos en el que Dean Barker asumió el rol de patrón del denominado "equipo B". Aunque el resultado de los enfrentamientos entre Barker y Coutts durante esos entrenamientos nunca se hizo público, algunas fuentes aseguran que el joven neozelandés puso en aprietos en más de una ocasión al patrón titular. 
El Team New Zeland defendió con un rotundo 5-0 el título de la Copa América. Coutts permitió a Barker tomar el mando del barco en la última regata. 

### 2003
Tras esa edición del año 2000, el Team New Zeland vio como muchos de sus miembros más significativos decidían dar el salto a otros equipos mejor pagados. Entre ellos, el que más revuelo causó fue Russell Coutts, a quien el equipo suizo Alinghi fichó por una mejor oferta económica. Esto dejaba libre la plaza de patrón en el Team New Zeland y fue ocupada por Dean Barker.
Su primera defensa del título no pudo empezar peor ya que el Alinghi de la Sociedad Náutica de Ginebra le arrebató la Copa América en 2003 por un contundente 5-0, aunque la reputación de Barker quedó intacta y se mantuvo como patrón del equipo. 

### 2007
En la edición de 2007 ganó la Copa Louis Vuitton, pero cayó nuevamente ante el Alinghi de la Sociedad Náutica de Ginebra en la Copa América. 

### 2013
Volvió a ganar la Copa Louis Vuitton en 2013, optando nuevamente a arrebatar la Copa América al Club de Yates Golden Gate, pero perdió las últimas 8 regatas cuando iba ganando las series por 7-1 y no pudo recuperar la Copa.

### 2017
El 10 de marzo de 2015, se anunció su salida del Team New Zealand, pasando al equipo japonés Softbank Team Japan que compitió en la Copa América de 2017, en la que fue eliminado en semifinales (Challenger Playoffs) por el equipo del Real Club Náutico Sueco.